# Silene schwarzenbergeri
Silene schwarzenbergeri är en nejlikväxtart som beskrevs av Halácsy. Silene schwarzenbergeri ingår i släktet glimmar, och familjen nejlikväxter. Inga underarter finns listade i Catalogue of Life.